# Žemberovce
Žemberovce – wieś (obec) na Słowacji położona w kraju nitrzańskim, w powiecie Levice. Pierwsze wzmianki o miejscowości pochodzą z roku 1256. 
Według danych z dnia 31 grudnia 2012, wieś zamieszkiwało 1276 osób, w tym 655 kobiet i 621 mężczyzn.
W 2001 roku rozkład populacji względem narodowości i przynależności etnicznej wyglądał następująco:
- Słowacy – 98,23%
- Czesi – 0,48%
- Rusini – 0,08%
- Węgrzy – 0,4%

Ze względu na wyznawaną religię struktura mieszkańców kształtowała się w 2001 roku następująco:
- Katolicy rzymscy – 63,64%
- Grekokatolicy – 0,08%
- Ewangelicy – 27,19%
- Ateiści – 7,32%
- Przedstawiciele innych wyznań – 0,08%
- Nie podano – 1,37%